# Кондуктор (железная дорога)
Кондуктор или проводник — железнодорожный служащий, сопровождающий железнодорожный состав в пути его следования. Профессия была распространена в XIX веке, с момента возникновения железнодорожного транспорта, и до середины XX века.

## Разновидности кондукторов
Под словом «кондуктор» в XIX веке подразумевалось несколько родственных, но всё же разных профессий:
- обер-кондуктор;
- старший кондуктор;
- тормозной кондуктор («тормозильщик»);
- хвостовой кондуктор;
- смазчик.

## Обязанности кондуктора
- Обер-кондуктор (главный кондуктор) должен был составлять маршрут поездки, осуществлять связь между машинистом локомотива и дежурным по станции, регулировать скорость движения. В пассажирском составе обер-кондуктор контролировал наличие свободных мест в вагонах (особенно III—IV классов) и передавал информацию о наполненности вагонов телеграфом на следующую станцию. Перед отправлением поезда главный кондуктор должен был убедиться, что поезд полностью готов к отправлению (все пассажиры заняли свои места, двери в вагонах закрыты, кондукторские бригады находятся на своих местах), после чего подавал сигнал машинисту паровоза свистком.
- Тормозной кондуктор отвечал за торможение поезда. Услышав сигнал машиниста, тормозильщик должен был начать останавливать состав, прижимая тормозные колодки к бандажу колёс с помощью рычага. Эта работа требовала огромной физической силы и выносливости. Тормозные кондукторы работали на неогороженных тормозных площадках, открытых морозу, дождю и ветру. Тормозные кондукторы участвовали в формировании состава, осуществляли сцепку вагонов.
- Хвостовой кондуктор. В случае разрыва состава на перегоне (которые были очень частыми до внедрения автосцепки) хвостовой кондуктор должен был принять меры безопасности: затормозить оторвавшуюся часть состава, зафиксировать её тормозными башмаками, вывесить соответствующую сигнализацию, положить на рельсы петарды.